# Fosse No.10 Communal Cemetery Extension
Fosse No.10 Communal Cemetery Extension is een begraafplaats gelegen in de Franse plaats Sains-en-Gohelle (Pas-de-Calais). De militaire graven worden onderhouden door de Commonwealth War Graves Commission.
De begraafplaats telt 471 geïdentificeerde Gemenebest graven uit de Eerste Wereldoorlog.